# ハイシバ
ハイシバ Lepturus repens (G. Forst.) R. Br. はイネ科の植物の1つ。暖地の海岸に生えるもので、花序は棒状で小穂が埋まるように着き、節毎に分離する。

## 特徴
多年生の草本。堅くて長い匍匐枝を伸ばし、その先端から芽を出し、また根を下ろして広がる。茎は直立か斜めに立ち、高さは15～40cmに達する。直立茎でも基部近くの節では発根することもある。葉身は長さが5～12cm、幅が3～5mmで、無毛か、または葉鞘の口部近くに疎らな毛がある。葉舌は高さ0.5～1mmで、その縁は細かく裂けて短い毛の列となる。
花序は茎の先端に単独で生じ、長さは5～15cmになる。その軸は節毎にくの字に曲がっており、節の間の凹みに柄のない小穂がはまり込んでいる。小穂は1個ずつ互生につく。花序の先端の小穂には2つの包頴があるが、側生の小穂には包頴は1枚しかない。第1包頴は退化しており、存在する第2包頴は長さ8～14mmで、狭披針形で多数の脈があり、質は厚くて硬い。若い花序ではこの第2包頴が茎に密着し、ちょうど小穂を内側に抱える蓋のようになり、花序は円柱状になっている。その内側の小花は長さが5～6mm。護頴は膜質で東明であり、細い3本の脈がある。内頴はそれとほぼ同じ長さで竜骨の上には細かい毛が並んでいる。葯は2個で長さは1.5～2mm。小軸突起の上には第2小花があるが、退化して膜状の鱗片の形でのみ認められる。成熟すると花軸は節毎に折れ、小穂とともに落下する。
和名は這い芝の意で、茎が長く横に這うことによる。実際にはまとまって茎を出す株を作るためにあまりシバという感じはしない、との声もある。

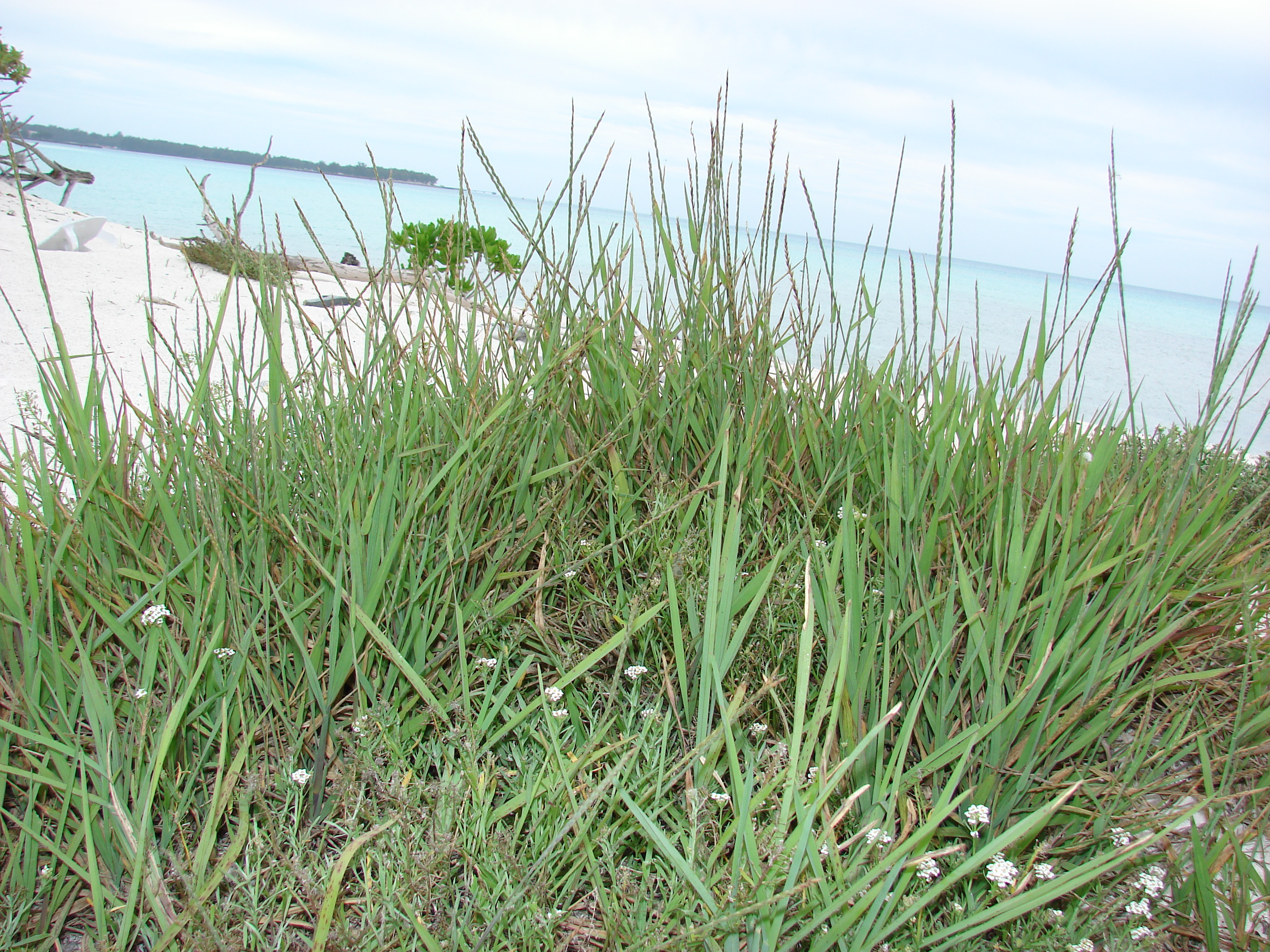
砂浜に生育している様子
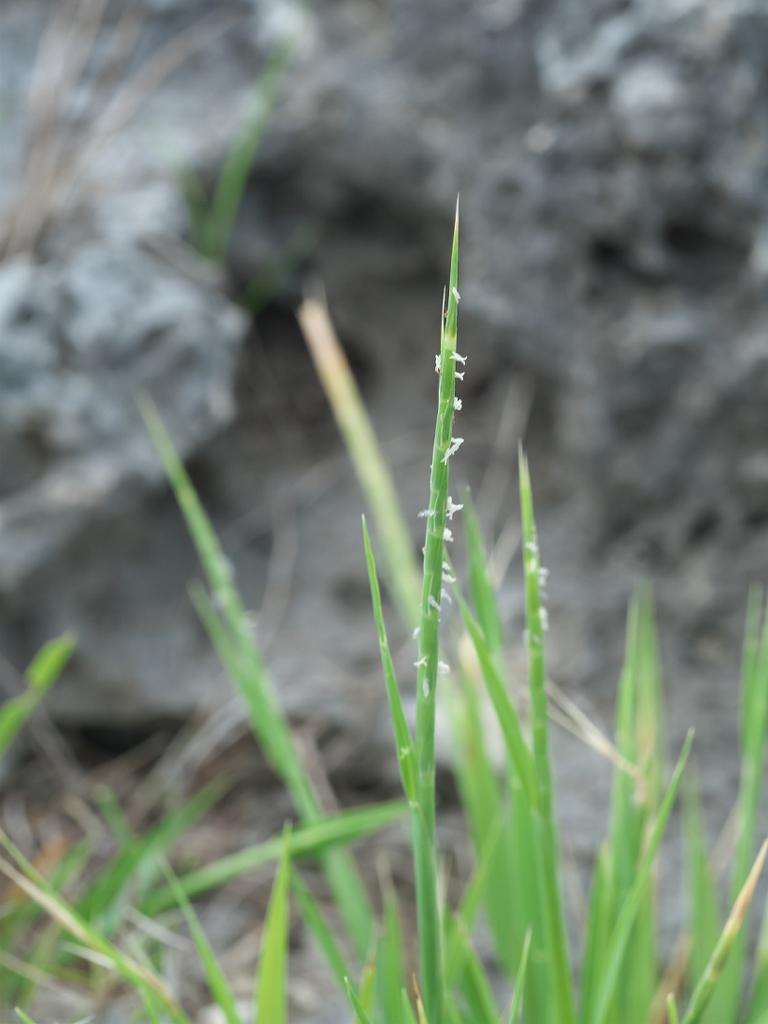
開花中の花序
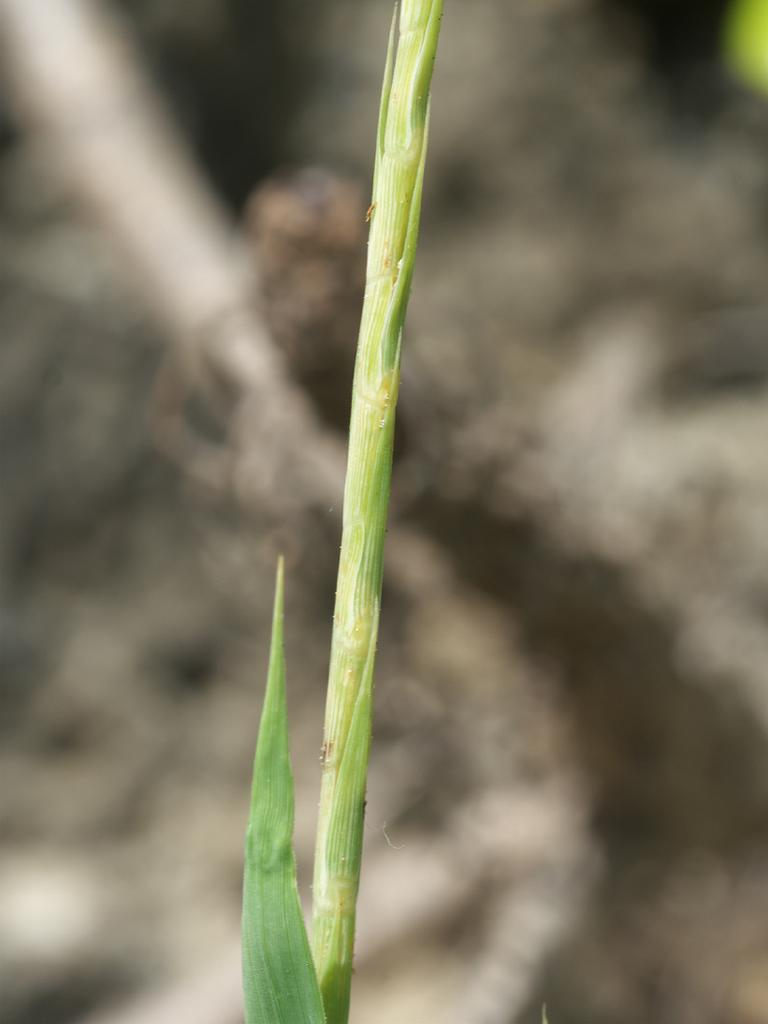
花序の拡大像

## 分布と生育環境
日本では九州の南部から琉球列島にかけてと小笠原諸島に分布し、国外では旧世界の熱帯域に広く知られる。九州南部では佐多岬に知られる。タイプ産地はオーストラリアの太平洋岸である。
海岸に生えるものであり、砂浜に生育する。ただし岩場に見られることもある。

## 分類、類似種など
ハイシバ属には世界に8種ほどがあるが、日本には本種のみがある。長田(1993)は本種の識別ポイントとして海岸性、匍匐枝あり、小穂は厚くて固い単一の包頴の中にその長さの半分ほどの小花があり、花軸は節毎に折れて小穂共々に落下することなどを挙げている。
なお本種はこの属で最も広い分布を持つ代表的な種である。地理的変異等についての検討も行われており、いくつかの変種が記載されているが、それらは必ずしもその分布の違いが明確でなく、判断は難しいようである。下記の日本での文献ではそれらについては触れられていない。
他のイネ科のものにも花軸が棒状で小穂がその側面に埋まって生じるものは幾つかあり、例えばウシノシッペイ Hemarthria sibirica やボウムギ Lolium rigidum などもそうであるが、上記のような特徴で見分けられる。
ただしハリノホ Hainardia cylindrica は本種と極めて似ており、同属としたこともあり、1年生であること、匍匐枝を出さないこと、包頴は3～5脈、小花は包頴より多少短い程度で護頴は3脈、といった点で区別できる。この種はヨーロッパ原産で日本では一部の港の回りなどで記録がある程度である。

## 保護の状況
環境省のレッドデータブックでは指定がなく、県別では鹿児島県で準絶滅危惧の指定があるのみである。鹿児島県は北限であり、またそれ以南では普通種、ということと思われる。